# Маргарита Самбірія
Маргарет Самбірія (данською: Margrethe Sambiria, Sambirsdatter або Margrethe Sprænghest; бл. 1230 — грудень 1282) — королева Данії в шлюбі з королем Крістофером I і регентша під час неповноліття її сина, короля Еріка V з 1259 по 1264 рік. Вона є першою жінкою в історії Данії, чия робота регентом офіційно підтверджена. Дочка Самбора II.. У 1266–1282 роках вона була правлячим феодальним володарем Данської Естонії.

## Життя
Маргарет народилася близько 1230 року в родині Самбора II, герцога Померанського, і Матильди Мекленбурзької.
Вона мала данське коріння через своїх бабусь і дідусів по материнській лінії, Генріха Борвіна II, лорда Мекленбурга, і леді Христину Сканійську, яка, в свою чергу, належала до дому Галена зі Східної Данії і була пов'язана з будинком Хвіде Зеландії.. Маргарет отримала своє перше ім’я, яке тоді було відносно рідкісним у Північній Німеччині та Польщі, була названа на честь своїх скандинавських родичів по материнській лінії. Ім'я Маргарет прийшло туди в кінці одинадцятого століття з сім'єю короля Швеції Інге I Старшого, імовірно, від її тітки, графині Шверін і її двоюрідної тітки, принцеси Рюген.

### Королева
У 1248 році вона вийшла заміж за принца Крістофера, молодшого сина Вальдемара II з Данії та Беренгарії з Португалії. Згідно з тодішнім звичаєм успадкування агнатського старшинства, її чоловік зійшов на трон Данії в 1252 році  Разом з ним була коронована Маргарита.
Повідомляється, що вже будучи королевою Маргарет була залучена в політику. Під час правління Крістофера стався конфлікт між королем і Якобом Ерландсеном, архієпископом Лундської єпархії, який вимагав автономії церкви від корони з правом тримати власну армію, що призвело до його арешту. Це був конфлікт, який Маргарет мала успадкувати як регент.

### Регент
Її чоловік помер 29 травня 1259 року, за чутками, був отруєний. Їхній син і спадкоємець Ерік V Данський був дитиною, і Маргарет була призначена регентом до повноліття її сина в 1264 році  Це було безпрецедентним у Данії, оскільки жодна королева чи вдова королева, наскільки відомо, до того часу формально й офіційно не мали мандата регента Данії.
Регент Маргарет зіткнулася з невирішеним конфліктом між короною та архієпископом Якобом Ерландсеном. Вона була змушена звільнити архієпископа, щоб зміцнити своє становище регента, але розв’язала конфлікт влади між церквою та короною, вигнавши архієпископа з королівства: питання про автономію церкви від данської корони було вирішено лише через кілька років. після зрілості її сина, але Маргарет продовжувала переговори з Папою, поки не вирішила це питання, навіть після того, як її мандат регента було припинено.
Їй також довелося захищати право свого сина на трон проти претензій синів її швагра Абеля Данського, чиї претензії на трон висунула вдова Абеля Матильда Голштинська, а також враховуючи відповідальність чотирьох дочок її іншого зятя Еріка IV, короля Данії, Софії, Інгеборг, Ютти та Агнес. Спадкоємство її сина переважало над правами нащадків попередніх монархів, що суперечило вимогам агнатського старшинства.
Конфлікт із синами Матильди Гольштинської вилився у війну з графами Гольштинськими. Після поразки в Лохеде в 1261 році Маргарита разом зі своїм сином, молодим Еріком V, була ув'язнена графом Гольштейном. Незабаром їм вдалося втекти за допомогою Альберта Брауншвейгського. Вона не змогла запобігти шлюбним альянсам між вдовою Абеля Матильдою Гольштейнської та Біргером Ярлом або дочками Еріка IV Софією та Інгеборгою з королями Норвегії та Швеції, але вона змогла запобігти шлюбу інших дочок Еріка IV Ютти та Агнес. альянси, помістивши їх у монастир Св. Агнеси, Роскілле.
У 1263 році Маргарита успішно написала папі Урбану IV, просячи його дозволити жінкам успадкувати данський престол, в останню спробу запобігти претензіям фракції Абеля на данський престол. Це дало б змогу одній із сестер Еріка стати правлячою королевою Данії в разі смерті Еріка V до того, як він народить дітей.
У свій час Маргарет мала репутацію компетентного та освіченого регента. Її прізвиська «Sprænghest» («Кінь-лопнув») і «Sorte Grete» («Чорна Грета»)  виявляють вольову, енергійну особистість.

### Подальше життя
Маргарет пішла у відставку як регент у 1264 році, коли її сина було оголошено повнолітнім, і вона офіційно оселилася зі своїм власним двором у своїй особистій резиденції Нікьобінг Слот на Фальстері. Вона продовжувала відігравати певну роль у данській політиці та зберігала інтерес і певний вплив на державні справи Данії.
У 1266 році її син король дарував їй правління Данською Естонією і зробив її правлячою графинею провінції довічно. Вона активно залагоджувала справи Естонії від свого проживання в Данії до самої смерті.
Вона померла в грудні 1282 року і була похована в церкві цистерціанського Доберанського абатства на узбережжі Балтійського моря в Німеччині.

## діти
У Маргарет і Крістофера було троє дітей:
- Матильда (померла 23 квітня 1299/19 листопада 1300), одружена з Альбертом III, маркграфом Бранденбурга-Зальцведеля.
- Маргарита (померла 1306 р.), вийшла заміж за графа Яна II Гольштейн-Кільського.
- Ерік V Данський (1249–1286).[10]

## Пов'язане читання
- Anne J. Duggan, ed (2002) Queens and Queenship in Medieval Europe (Boydell Press)ISBN 9780851158815
- Джон Кармі Парсонс, ред. (2016) Середньовічне королівство (видавнича компанія Springer)ISBN 9781137088598